# Joe Cohn
Joe Cohn (* 28. Dezember 1956 in Flushing, Queens, New York) ist ein US-amerikanischer Jazzgitarrist. 

## Musikalischer Werdegang
Cohn ist der Sohn des Jazz-Saxophonisten Al Cohn. Er studierte bei seinem Vater und bei Allen Hanlon; musikalisch beeinflusst wurde er von Dave McKenna und Thad Jones. Nach der High-School studierte er am Berklee College of Music. Cohn ist auch ein talentierter Pianist und Bassist. Er spielte sechs Jahre im Artie Shaw Orchester und war sehr aktiv in der New Yorker Musikszene. Dort spielte er im Lincoln Center mit Hank Jones und Wynton Marsalis. Auf seinem Debüt-Album Two funky people spielte auch Doug Raney. 
Cohn wirkte außerdem bei Aufnahmen von Jesse Green, Totti Bergh (Remember, 1995), Al Cohn (Overtones, 1982), Buddy DeFranco (Mr Lucky, 1982), Al Grey (Mean N'Jack, 1992), Frank Wess (Surprise, Surprise!; 1993), Bob Dorough ( Too Much Coffee Man, 2000), Lew Del Gatto (Kate Walk; 2000), Grant Stewart (Tenor And Soul, 2005), Ray Kennedy, Harry Allen und Peter Beets (New Groove, 2007) mit.

## Diskographische Hinweise
- Two Funky People  (Double-Time 2000)  mit Doug Raney
- Restless (Arbors, 2007)  mit Hod O’Brien, Dmitry Baevsky, Dennis Irwin, Chuck Riggs
- Shared Contemplations (Criss Cross Jazz, 2009) mit Peter Beets, Joost van Schaik, J. J. Wiggins
- Fuego (Criss Cross, 2011)